# Gare de Belz - Ploemel
La gare de Belz - Ploemel est une gare ferroviaire française de la ligne d'Auray à Quiberon, située sur le territoire de la commune de Ploemel, proche de Belz, dans le département du Morbihan en région Bretagne.
Elle est mise en service en 1882 par la Compagnie du chemin de fer de Paris à Orléans (PO).
C'est une halte voyageurs de la Société nationale des chemins de fer français (SNCF) desservie, uniquement pendant la saison d'été, par le « Tire-Bouchon » qui est un train TER Bretagne.

## Situation ferroviaire
Établie à 30 mètres d'altitude, la gare de Belz - Ploemel est située au point kilométrique (PK) 591,577 de la ligne d'Auray à Quiberon, entre les gares d'Auray et de Plouharnel - Carnac.
Située sur une ligne à voie unique, elle dispose d'un quai.

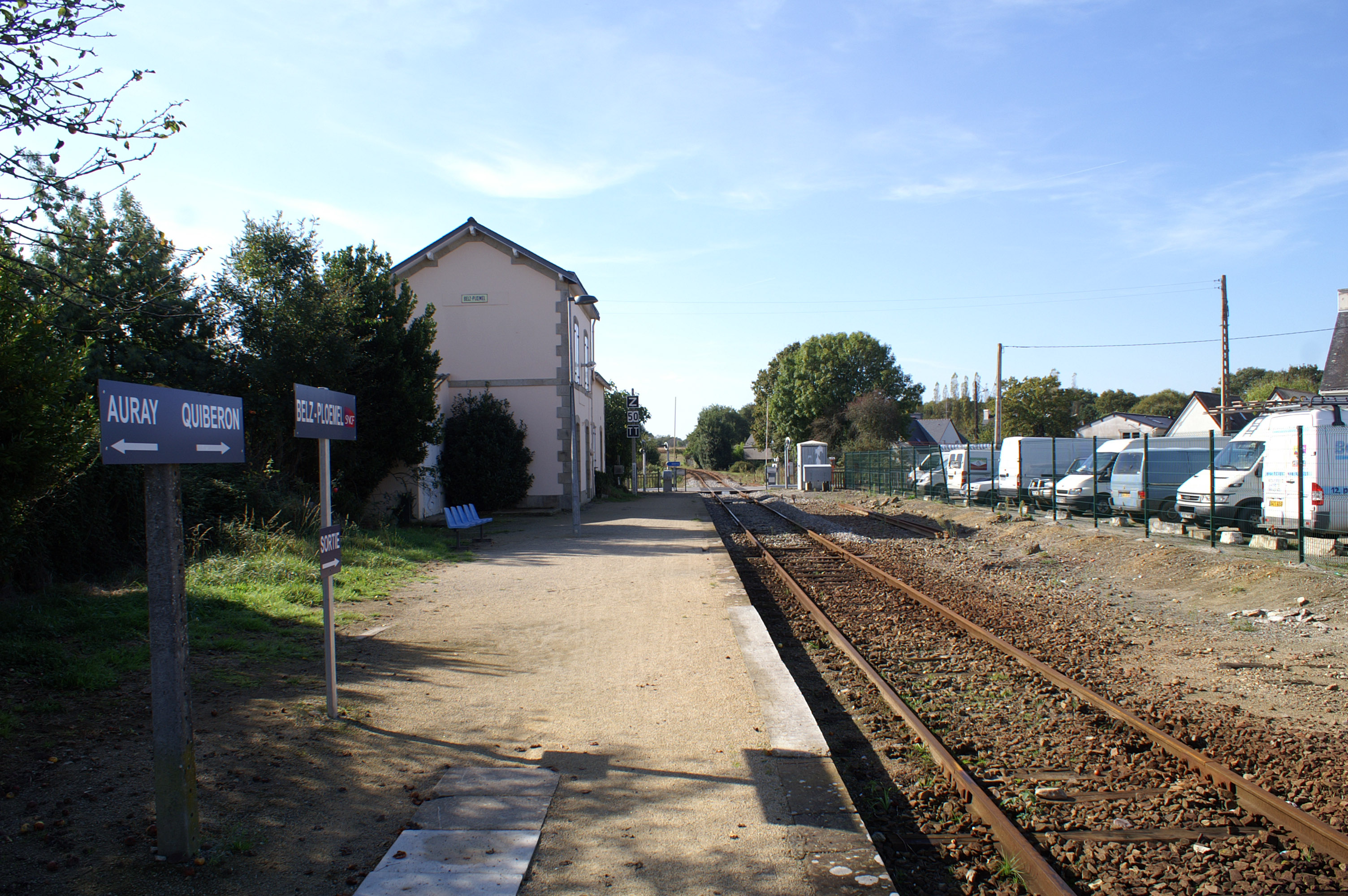
Le quai et la voie en direction de Quiberon.

## Histoire
En 1878, l'avant-projet de la ligne d'Auray à Quiberon, proposée d'Utilité publique par le gouvernement, prévoit quatre arrêt dont une halte à Ploemel.
La station de Ploemel est mise en service le 24 juillet 1882 par la Compagnie du chemin de fer de Paris à Orléans (PO), lorsqu'elle ouvre à l'exploitation la ligne d'Auray à Quiberon, embranchement de sa ligne de Savenay à Landerneau. Le bâtiment voyageurs, construit par l'État comme la ligne a accueilli la foule pour le passage du train inaugural la veille, le 23 juillet.
En 1912, la Compagnie du PO fournit au Conseil général un tableau des « recettes au départ » de ses gares du département, la gare de Belz-Plœmel totalise 12 933 francs, ce qui la situe à la 26e place sur les 30 gares ou stations.
En réponse au vœu pour la construction d'une troisième voie de garage, émis par le Conseil général dans sa séance du 20 mai 1925, la compagnie indique qu'elle ne donnera pas suite. Elle argumente que l'équipement de la gare est suffisant : en 1924 elle a eu à manutentionner une moyenne quotidienne de huit wagons alors que son équipement permet d'accueillir 10 à 12 wagons simultanément sur ses deux voies de garage son quai découvert.
En 1972, l'arrêt du service omnibus de la ligne marque la fermeture de la gare et ses installations. Le bâtiment voyageurs et la halle à marchandises sont désaffectés. La halle est détruite depuis.

## Service des voyageurs

### Accueil
Halte SNCF, c'est un point d'arrêt non géré (PANG) à accès libre. Elle dispose d'un quai et quelques sièges, l'accès se fait par le portillon près du passage à niveau. 

### Desserte
Belz - Ploemel est desservie par le Tire-Bouchon pendant la période estivale, à raison de plusieurs trains par jour pendant les mois de juillet et août et quelques week-end en juin et septembre.

Installatons et desserte
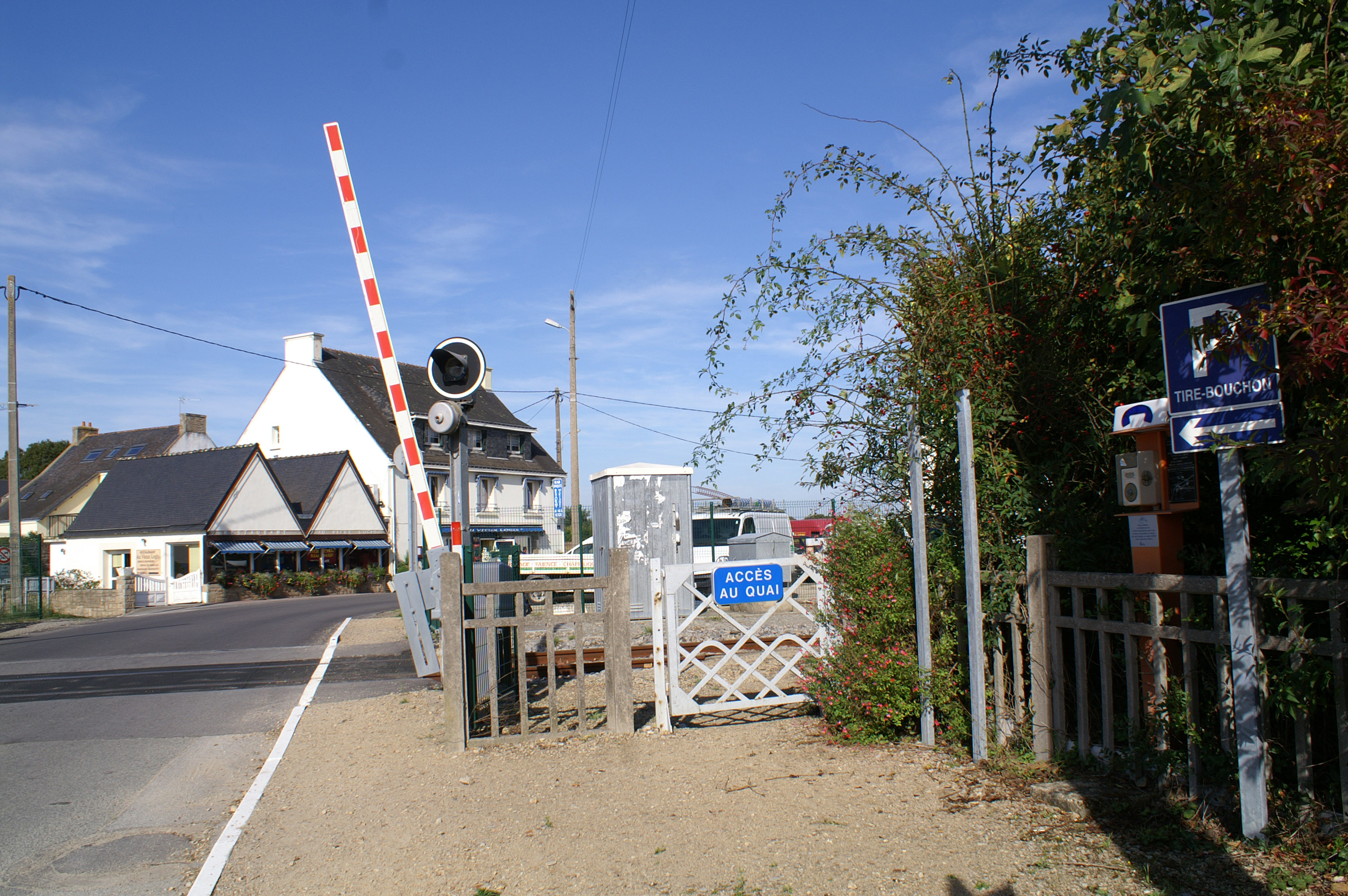
Accès au quai desservi par le Tire bouchon.
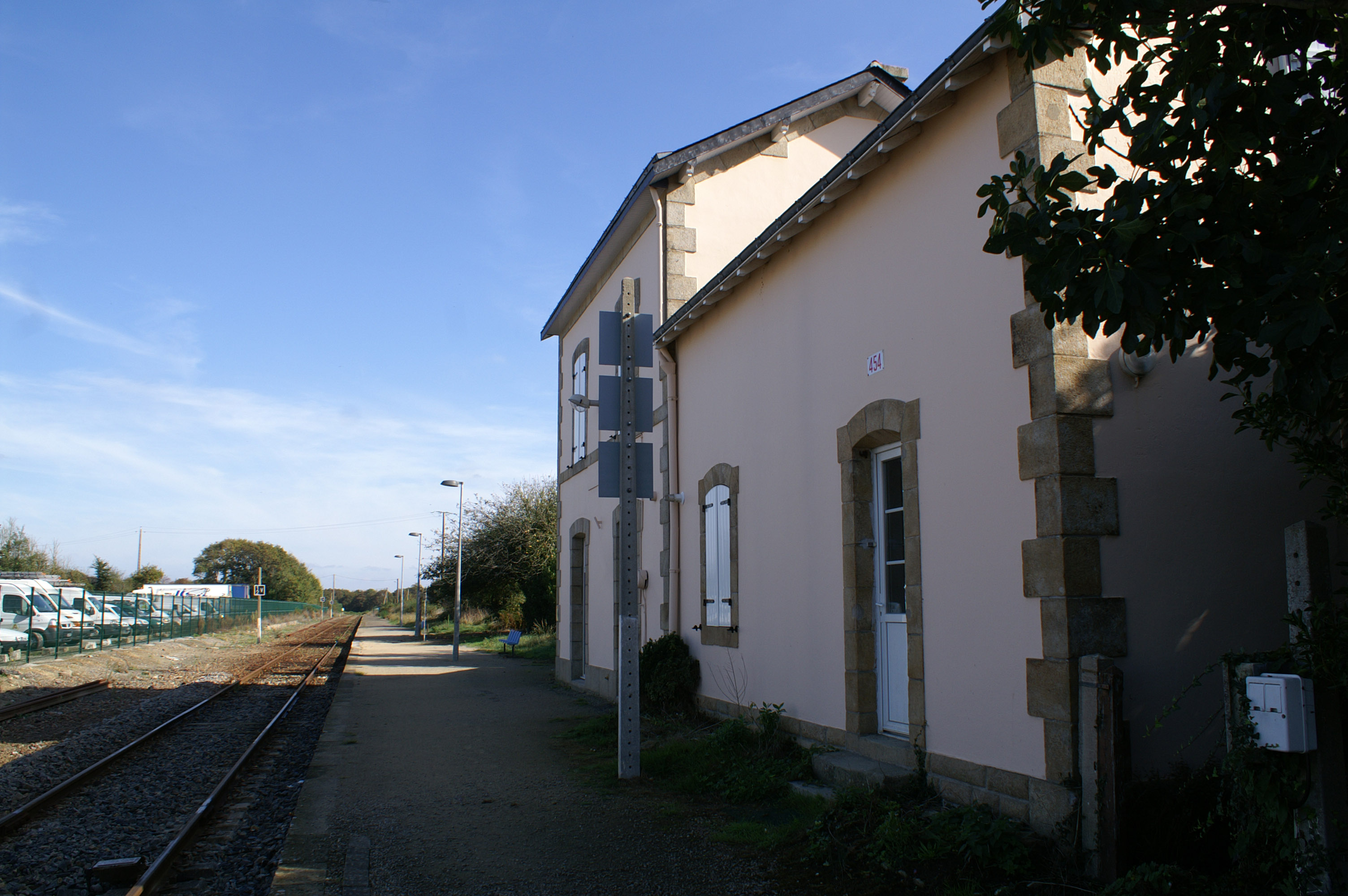
Le quai et la voie en direction d'Auray.
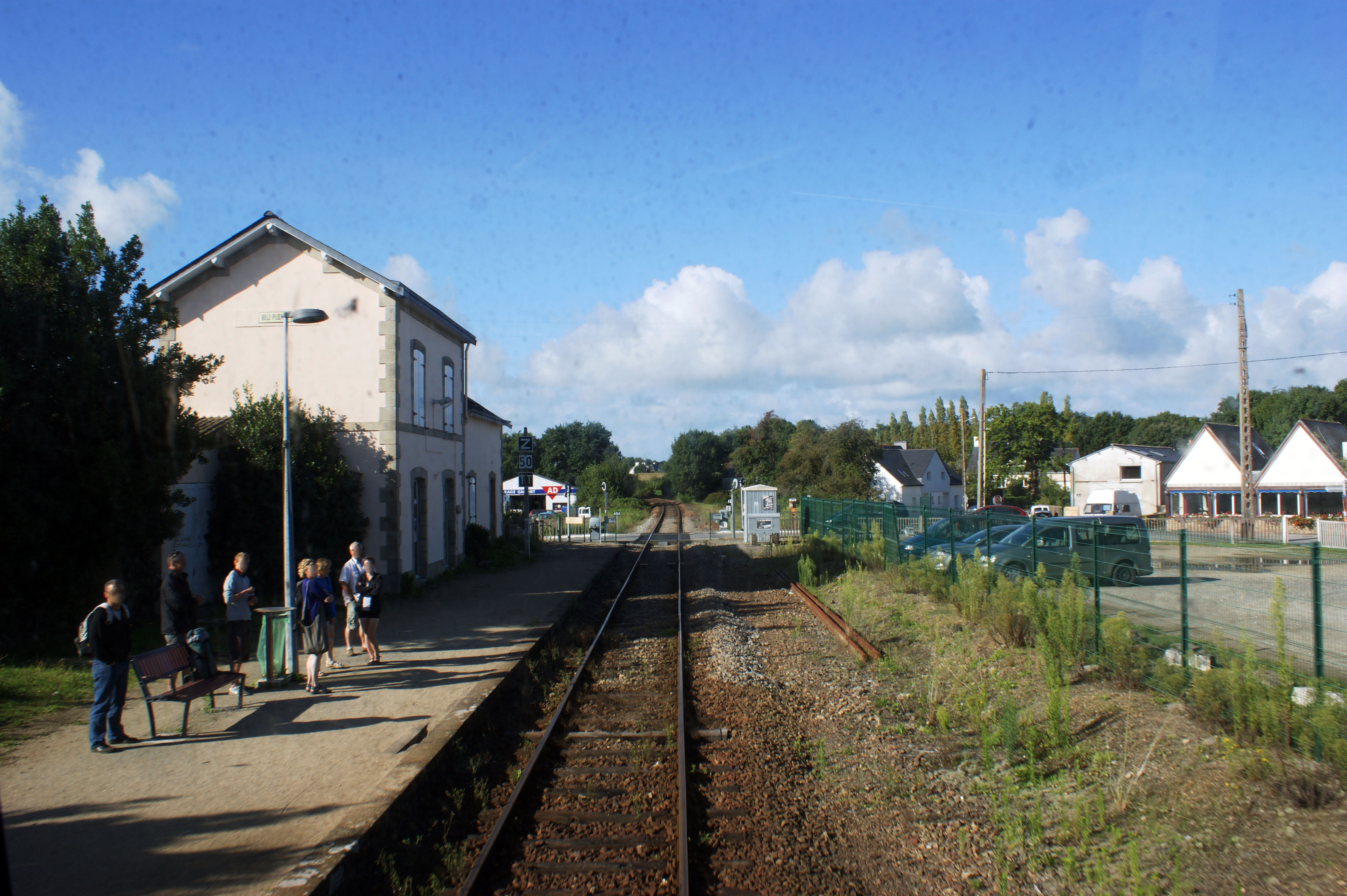
À bord du Tire bouchon arrivée en gare.

## Patrimoine ferroviaire
L'ancien bâtiment voyageurs n'est plus utilisé par le service ferroviaire.
La SNCF a confirmé, le 8 janvier 2010, son accord de principe concernant la vente à la commune du bâtiment voyageurs de la gare, pour la somme de 200 000 euros Lors de son assemblée du 3 juin 2010, le conseil municipal de Ploemel a indiqué qu'il s'intéressait à l'achat du terrain attenant au bâtiment voyageurs, cette proposition a déjà fait l'objet d'un contact avec Réseau ferré de France (RFF)